# Domenico Illuzzi
Domenico Illuzzi (Bari, 22 febbraio 1989) è un hockeista su pista italiano, difensore dell'Azzurra Hockey Novara.
Già campione d'Europa con la nazionale italiana, ha vinto tre scudetti, due Coppe Italia e due Supercoppe italiane come capitano dell'Amatori Lodi.

## Palmarès

### Club
- Campionato italiano: 3

Amatori Lodi: 2016-2017, 2017-2018, 2020-2021
- Coppa Italia: 2

Amatori Lodi: 2015-2016, 2020-2021
- Supercoppa italiana: 3

Amatori Lodi: 2016, 2018
Forte dei Marmi: 2021

### Nazionale
- Campionato europeo: 1

Alcobendas 2014